# Sway (sång)
Sway är andra spåret på Rolling Stones album Sticky Fingers, utgivet 23 april 1971. Den tre minuter och 51 sekunder långa blueslåten skrevs av Mick Jagger och Keith Richards och spelades in mellan april och maj 1970 i Rolling Stones Mobile Studio, en ombyggd lastbil som stod uppställd utanför Jaggers hem Stargroves, Hampshire, England.
"It's just that demon life has got me in its sway / It's just that ..." ("Det är bara det att den onda andens energi har mig i sitt herravälde / Det är bara det att..."), lyder refrängen.

## Medverkande musiker
- Mick Jagger - sång och rytmgitarr
- Mick Taylor - leadgitarr
- Bill Wyman - elbas
- Nicky Hopkins - piano
- Charlie Watts - trummor
- Keith Richards - bakgrundssång
- Paul Buckmaster - stråkar

## Källa
- http://www.keno.org/stones_lyrics/sway.html